# Megastylus multicolor
Megastylus multicolor är en stekelart som beskrevs av Costa 1888. Megastylus multicolor ingår i släktet Megastylus och familjen brokparasitsteklar. Inga underarter finns listade i Catalogue of Life.